# Улица Мичуринский Проспект, Олимпийская Деревня
У́лица Мичу́ринский Проспе́кт, Олимпи́йская Дере́вня — улица в районе Тропарёво-Никулино Западного административного округа города Москвы,  микрорайон Олимпийская деревня.

## История
Получила современное название 12 октября 1998 года, до переименования с 1994 года называлась у́лица Олимпи́йская Дере́вня. И современное, и историческое названия были даны по расположению в микрорайоне, возникшем в 1980 году, когда здесь была построена Олимпийская деревня для размещения участников XXII Летних Олимпийских игр (с последующим заселением жилых зданий москвичами).

## Расположение
Улица Мичуринский Проспект, Олимпийская Деревня проходит параллельно Мичуринскому проспекту, юго-восточнее него, с северо-востока на юго-запад до проезда Олимпийской Деревни. Нумерация домов начинается с северо-восточного конца проезда.

## Транспорт

### Автобус
По улице общественный транспорт не проходит. На Мичуринском проспекте расположены остановки «Музей обороны Москвы» и «Олимпийская деревня» автобусов 274, 793, м17; на проезде Олимпийской Деревни — остановка «Олимпийская деревня» автобусов м27, 667, с17.

### Метро
- Станция метро «Озёрная» — западнее улицы, на Озёрной площади, на пересечении Мичуринского проспекта с Никулинской улицей